# Petkó Zsigmond
Petkó Zsigmond a 17. században élt magyar költő, a barokk kuruc költészetének képviselője.
Petkó Zsigmond kuruc vitéz volt, egykor talán Zrínyi Miklós szolgálatában, akinek halálát megsiratta versben; a 17. század derekán élt. Az Istenben és kölcsönös felbuzdulásban veti bizodalmát, midőn «az ezerhatszázban s hatvanhat esztendőben» énekét szerzené «ekéje után járván», mert életet és zabot vetett, hogy magának kenyere, lovának abrakja legyen jövendőre: úgy fogja a paripának hasznát vehetni majd a harc mezején! Midőn Thaly Kálmán a Figyelő III. kötetében (1877) két énekét közli (1670. és 1672-ből) a Radvánszky-codexből, így jellemzi a költőt: «E harczias énekből, melynek már minden ízében ugyanaz a lángoló hév, korlátokat alig ismerő tűz és csapongás nyilatkozik, a legforróbb haza- és szabadságszeretettel, s engesztelhetetlen, vad gyűlölettel az elnyomó idegenek ellen, mint a közelkorú s későbbi kurucz tábori dalokban».

## Szövegkiadások
- A kuruc költészet; vál., utószó Varga Imre; Unikornis, Bp., 1995 (A magyar költészet kincsestára)

## Lásd még
A barokk kor magyar irodalma

## Szakirodalom
- Figyelő III. 1877. 21. lap
- Kis Sándor, A kuruczvilág költészete. Kolozsvár, 1887. 10. lap
- Irodalomtörténeti Közlemények, 1903. 299. l.
- Magyar irodalom története II. Akadémiai Kiadó, Budapest, 1964